# Unieszów
Unieszów (niem. Berthelschütz) – wieś w Polsce położona w województwie opolskim, w powiecie kluczborskim, w gminie Kluczbork.
W latach 1975–1998 miejscowość administracyjnie należała do ówczesnego województwa opolskiego.